# Andrew Mwesigwa
Andrew Mwesigwa (* 24. dubna 1984, Kamuli, Uganda) je ugandský fotbalový obránce a reprezentant, který v současnosti hraje v kazašském klubu Ordabasy Šymkent.

## Klubová kariéra
Mwesigwa začal svou kariéru v ugandském klubu SC Villa, odkud v roce 2006 přestoupil do islandského Íþróttabandalag Vestmannaeyja (ÍBV). V sezoně 2010 hrál v Číně za Chongqing Lifan, odsud v únoru 2011 odešel do kazašského celku Ordabasy Šymkent.

## Reprezentační kariéra
V A-týmu Ugandy debutoval v roce 2003.